# The Great Santini
Pour plus de détails, voir Fiche technique et Distribution.
The Great Santini est un film américain réalisé par Lewis John Carlino, sorti en 1979.

## Synopsis
Le courage au combat d'un aviateur américain contraste singulièrement avec ses difficultés au foyer. Tourné en 1978 et 1979, ce film se déroule lors de la courte accalmie entre la guerre de Corée et la guerre du Vietnam.

## Fiche technique
- Titre : The Great Santini
- Réalisation : Lewis John Carlino
- Scénario : Lewis John Carlino d'après le roman de Pat Conroy
- Photographie : Ralph Woolsey
- Montage : Houseley Stevenson Jr.
- Musique : Elmer Bernstein
- Producteur : Charles A. Pratt
- Société de production : Bing Crosby Productions
- Sociétés de distribution : Orion Pictures, Warner Bros.
- Pays de production :  États-Unis
- Langue : anglais
- Format : Couleurs (Technicolor) — 35 mm — 1,85:1 — Son : Mono
- Genre : Film dramatique
- Durée : 115 minutes (1 h 55)
- Dates de sortie : 
  - États-Unis : 26 octobre 1979
  - Japon : 22 mars 1980
  - Royaume-Uni : 12 mars 1981
- Affiche : Bill Gold (États-Unis)

## Distribution
- Robert Duvall : Lieutenant Colonel 'Bull' Meechum
- Blythe Danner : Lillian Meechum
- Michael O'Keefe : Ben Meechum
- Lisa Jane Persky : Mary Anne Meechum
- Julie Anne Haddock : Karen Meechum
- Brian Andrews : Matthew Meechum
- Stan Shaw : Toomer Smalls
- Theresa Merritt : Arrabella Smalls
- David Keith : Red Petus
- Paul Gleason : Lieutenant Sammy
- Michael Strong : Colonel Varney